# 全球地球観測システム
全球地球観測システム（ぜんきゅうちきゅうかんそくシステム、GEOSS：Global Earth Observation System of Systems）とは、人工衛星による地球環境のリモートセンシングおよび地上における現場観測（in-situ）のシステム群を統合する包括的な国際的システムである。世界中の国や機関から観測データが集められ、オープンかつ無償で一元的にアクセス可能としている。10年計画で2005年から構築が開始された。

## GEO
GEO（The Group on Earth Observations、地球観測に関する政府間会合）は、地球環境データを収集共有するGEOSSの構築を促し、課題解決を目指す国際的なパートナーシップ。2005年2月に第3回地球観測サミットで設立が承認され、114の国と144の機関（欧州委員会、世界気象機関（WMO）、国際連合教育科学文化機関（UNESCO）、国連環境計画（UNEP）、国連海洋学委員会（IOC）、地球観測衛星委員会（CEOS）、国連食糧農業機関（FAO）等）が参加している（2023年時点）。

## GEOSS10年実施計画
2005年2月、GEOの設置と同時にGEOSS10年実施計画（GEOSS 10-Year Implementation Plan）が承認された。全地球観測システム（GEOSS）は10年かけて包括的なシステム構築を目指し、政策決定者や公衆などの利用者が必要とする情報の提供に重点が置かれた。国際的に共通な利用ニーズとしてGEOSSでは次の9つの項目を公共的利益分野として設定されている。
- 災害：自然及び人為起源の災害による、人命及び財産の損失の軽減
- 健康：人間の健康と福祉に影響を与える環境要因の理解
- エネルギー：エネルギー資源管理の改善
- 気候：気候変動と変化の理解、評価、予測、軽減及び適応
- 水：水循環のより良い理解を通じた、水資源管理の向上
- 気象：気象情報、予報及び警報の向上
- 生態系：陸域、沿岸及び海洋生態系の管理及び保護の向上
- 農業：持続可能な農業及び砂漠化との闘いの支援
- 生物多様性：生物多様性の理解、監視、保全

日本においては第3期科学技術基本計画において集中的な投資が必要とされる国家基幹技術5分野の一つである「海洋地球観測探査システム」として取り組まれている。

## GEO戦略計画2016-2025
第二期として、2015年11月にGEO戦略計画2016-2025（GEO Strategic Plan 2016-2025 Implementing GEOSS）が計画され、以下の8項目の社会利益分野についての推進が定められた。
- 生物多様性・生態系
- 災害
- エネルギー・鉱物資源
- 食料安全保障・農業
- インフラ・交通
- 公衆衛生
- 都市開発
- 水資源

## GEOポスト2025戦略
第三期として、2023年11月にGEOポスト2025戦略（GEO Post 2025 Strategy）が策定された。第一期ではデータの提供を、第二期ではサービスの提供を主眼に置いていたのに対し、本戦略は地球観測データだけでなく「地球インテリジェンス」を提供するフェーズにあると定められ、ユーザーの意思決定に役立つことがGEOの新たな取り組みとして掲げられた。